# Distretto di Bo Rai
Il distretto di Bo Rai (in thailandese: บ่อไร่) è un distretto (amphoe) della Thailandia, situato nella provincia di Trat.